# Michel Bon (cyclisme)
Pour les articles homonymes, voir Bon et Michel Bon (homonymie).
Michel Bon, né le 9 septembre 1944 à Saunières (Saône-et-Loire) et mort 19 février 1969 à Villeneuve-Loubet, est un coureur cycliste français des années 1960.

## Biographie
Michel Bon meurt le 19 février 1969, en compagnie de son coéquipier Jean-Pierre Ducasse, intoxiqué dans son sommeil par les émanations de gaz d'un appareil de chauffage défectueux, dans sa chambre d'hôtel lors du camp d'entraînement de son équipe sur la Côte d'Azur française.

## Palmarès
- 1962
  - 2e de Dijon-Auxonne-Dijon
- 1966
  - Dijon-Auxonne-Dijon
- 1967
  - Circuit de Saône-et-Loire
  - 2e de Dijon-Auxonne-Dijon
- 1968
  - Circuit de Côte-d'Or :
    - Classement général
    - 1re et 2e étapes

  - 3eb étape de Paris-Luxembourg
  - 4e étape du Tour de l'Yonne
  - 2ea et 11eb étapes du Tour de São Paulo